# Курчавка отогнутая
Курчавка отогнутая (лат. Atraphaxis replicata) — многолетние ветвистые кустарники рода Курчавка.

## Биологическое описание
Растопыренно-ветвистый невысокий кустарник 50-80 см высотой. Ветви тонкие, прямые, с желтовато- или красновато-бурой корой, покрытой беловатой растрескивающейся кожицей, удлиненные, вверх направленные, обычно без колючек.
Листья короткочерешковые, мелкие, 4-8 мм длиной, округлосердцевидные, овальные, эллиптические.
Соцветие — боковая кисть. Несколько кистей, обычно 2-6, собраны пучками в пазухах листьев. Околоцветник ярко-розовый с белыми краями, при плодах около 8 мм длиной.
Плод — орешек яйцевидный, к верхушке суженный, несколько сплюснутый, светло-бурый.
Цветение в мае-июле, плодоношение в августе.

## Распространение
Распространена в Крыму, Причерноморье, низовьях Дона, Волги, в Дагестане и Восточном Закавказье, в бассейне Эльбы и Урала, Мугоджарах, Прибалхашье и Зайсанской котловине.

## Экология
Ксерофит, кальциефил. Встречается на обнажениях мела на склонах любой экспозиции и на меловом субстрате любого характера, однако лучше развивается на мелах с примесью мелкозема. Растет на сухих каменистых и меловых склонах, по обрывам, на глинистых почвах по днищам оврагов, по морскому побережью. Вид, близкий к курчавке колючей.

## Статус
2 (U) — уязвимый вид. Исчезает в результате выпаса скота и эрозии склонов, при разработках мела.